# Saab AB
Saab AB (inițial Svenska Aeroplan ABⓘ, mai târziu SAAB și Saab Group) este o companie suedeză de aerospațial și de apărare, fondată în 1937. Din 1947 până în 1990 a fost compania-mamă a producătorului de automobile Saab Automobile. Între 1968 și 1995, compania a fost într-o fuziune cu producătorul de vehicule comerciale Scania-Vabis, cunoscut sub numele de Saab-Scania. Cele două au fost divizate în 1995 de noii proprietari, Investor AB. În ciuda divizării, atât Saab, cât și Scania împărtășesc dreptul de a utiliza logo-ul grifon, care provine din stema regiunii suedeze Scania.
Avioane construite:
- Saab 17
- Saab 18
- Saab 21
- Saab 21R
- Saab 29 Tunnan
- Saab 32 Lansen
- Saab 35 Draken
- Saab 37 Viggen
- Saab JAS 39 Gripen
- Saab 90 Scandia
- Saab 91 Safir
- Saab 105
- Saab 340
- Saab 2000

## Legături externe
- Saab AB